# Ivan Naccari
Ivan Naccari (Messina, 1º gennaio 1994) è un kickboxer italiano campione mondiale WPKF-PRO, campione intercontinentale WPKF-PRO e campione italiano WFMC.

## Biografia
Cresciuto in un quartiere difficile di Messina, in Sicilia, inizia a praticare la kickboxing a 17 anni, perfezionando le sue abilità nel K1. Vince nel 2016 il titolo nazionale WFMC e qualche anno dopo il titolo intercontinentale WPKF-PRO e mondiale WPKF-PRO. Nel dicembre 2024, a Varna, in Bulgaria, si aggiudica per la terza volta il SENSHI, un importante titolo europeo.